# 가비알
가비알(Gavial)은 가리알(Gharial)라고도 불리며, 가비알과에 속하는 악어로, 살아있는 악어 중 가장 긴 악어이다. 성숙한 암컷은 길이가 2.6~4.5m이고 수컷은 3~6m이다. 성체 수컷은 주둥이 끝에 뚜렷한 보스가 있는데, 이는 가라로 알려진 토기 항아리를 닮았기 때문에 "가리알"라는 이름이 붙었다. 가비알은 길고 좁은 주둥이와 110개의 날카롭고 맞물린 이빨 때문에 물고기를 잡는 데 잘 적응되어 있다.
가비알 화석은 아마도 인도 아대륙 북부에서 진화했을 것이다. 가비알 화석 유적은 시발릭힐스와 나르마다강 계곡의 플라이오세 퇴적물에서 발굴되었다. 현재 인도 아대륙 북부 평야의 강에 서식하고 있다. 가장 철저한 수중 악어로, 습한 모래톱에 둥지를 짓기 위해 물속을 떠난다. 성체는 추운 계절이 끝나면 짝짓기를 한다. 암컷은 봄에 둥지를 파기 위해 모여 20~95개의 알을 낳는다. 암컷은 계절풍이 시작되기 전에 둥지와 어린 개체를 보호한다. 부화한 개체들은 첫해에는 얕은 물에서 머물며 먹이를 찾지만, 자라면서 물이 더 깊은 곳으로 이동한다.
야생 가비알 개체수는 1930년대 이후 급격히 감소했으며 오늘날 역사적 분포 범위의 2%에 불과하다. 인도와 네팔에서 시작된 보전 프로그램은 1980년대 초부터 사육된 가비알을 다시 도입하는 데 중점을 두었다. 모래 채굴과 농업으로의 전환으로 인한 서식지 파괴, 어류 자원 고갈, 해로운 어획 방법 등이 계속해서 개체수를 위협하고 있다. 2007년부터 IUCN 적색 목록에 심각한 멸종위기종으로 등재되어 있다.
가장 오래된 것으로 알려진 가비알 묘사는 약 4,000년 전의 것으로 인더스강에서 발견되었다. 힌두인들은 이를 강 신 강가의 도구로 여긴다. 강 근처에 사는 현지 사람들은 신비롭고 치유력을 가비알에게 돌렸고, 일부 신체 부위를 전통의학의 재료로 사용했다.

## 어원
'가리알'이라는 이름은 성체 수컷의 주둥이에 비강이 난다는 뜻의 힌두스탄어 '가라'에서 유래했다. 이 이름은 '가비알'이라고도 불린다. '물고기를 먹는 악어'라는 이름은 벵골어 이름 '메초 쿠미르'를 번역한 것으로, '메초'는 물고기를 뜻하는 '마흐'에서, '쿠미르'는 악어를 뜻하는 '쿠미르'에서 유래했다. '인도가비알'이라는 이름은 가비알 개체를 대상으로 가끔 사용되기도 했다.

## 진화
가비알의 진화와 다른 악어와의 관계 및 분화는 논란의 대상이 되어 왔다. 일부 저자들은 가비알이 독특한 두개골 모양과 치열 때문에 다른 악어보다 일찍 진화했으며, 이는 전문화 수준이 더 발전했음을 나타낸다. 다른 저자들은 가비알이 혈장 단백질 발산 수준이 낮기 때문에 다른 악어보다 훨씬 늦게 진화했다고 제안했다. 가비알이 말레이가비알과 이 형질을 공유하기 때문에 자매 그룹을 형성할 것이라는 제안도 있었다. 반면, 가비알과 다른 모든 악어는 꼬리 근육의 구조가 독특하기 때문에 자매군을 형성한다는 제안도 있었다. 가비알과 말레이가비알의 미토콘드리아 DNA 리보솜 분절을 시퀀싱한 결과, 이들이 자매군이라는 견해를 뒷받침하는 22개의 고유한 뉴클레오타이드를 공유한다는 사실이 밝혀졌다. 두 종의 핵 유전자 서열 분석도 이들이 자매군이라는 견해를 뒷받침한다. 분자유전학 및 팁 연대 측정 연구에 따르면 약 3,800만 년 전 에오세에서 가비알과 말레이가비알 사이의 유전적 분화가 나타났다.
가비알속은 아마도 마이오세 초기 시기에 인도와 파키스탄 지역에서 유래했을 것이다. 하리아나주와 히마찰프라데시주의 시발릭힐스에서 발굴된 가비알 화석 유적은 플라이오세와 플라이스토세 초기 사이의 것으로 추정된다. 가비알 화석 유적은 미얀마 중부의 에야와디강 계곡에 있는 두 곳에서도 발견되었는데, 이 유적들은 플라이스토세 후기로 추정된다.

## 특성
가비알은 올리브색으로, 성체는 어린 개체보다 어두운 색을 띠며 짙은 갈색의 십자가 띠와 반점이 있다. 등쪽은 20세가 되면 거의 검은색으로 변하지만 배쪽은 황백색이다. 목에는 네 줄의 가로줄로 두 개의 비늘이 있으며, 이는 등쪽을 따라 계속된다. 머리, 목, 등쪽의 돌기는 21~22개의 가로줄과 네 개의 세로줄로 구성된 하나의 연속적인 판을 형성한다. 등쪽의 돌기는 뼈가 있지만 옆구리는 더 부드럽고 약하게 굽어 있다. 팔뚝, 다리, 발의 바깥쪽 가장자리에는 볏이 튀어나오고 손가락과 발가락은 부분적으로 물갈퀴가 있다.
주둥이는 매우 길고 좁고 끝이 넓으며, 윗니는 27~29개, 아랫니는 25~26개이다. 앞니가 가장 크다. 첫 번째, 두 번째, 세 번째 아래턱 치아는 윗턱의 공간에 맞다. 매우 긴 하악골의 합은 23번째 또는 24번째 치아까지 확장된다. 성체 가비알의 주둥이는 두개골 바닥의 너비보다 3.5배 더 길다. 이 긴 주둥이 때문에 가비알은 특히 물고기를 잡고 먹는 데 적합하다. 코뼈는 다소 짧고 상악골과 넓게 떨어져 있다. 주갈뼈는 들어 올려져 있다. 나이가 들수록 비례적으로 두꺼워진다. 몸무게 103~121kg의 두 개체는 평균 측정된 물린 힘이 1,784~2,006N이었다.
수컷 가비알은 성적 성숙에 도달하면 주둥이 끝에 속이 빈 구불구불한 코 돌기가 생긴다. 이 돌기는 현지에서 "가라"라고 알려진 토기와 비슷하다. 수컷의 가라는 11.5세에 콧구멍 위로 자라기 시작하며, 15.5세에 약 5cm × 6cm × 3.5cm 크기이다. 이를 통해 수컷은 75m 떨어진 곳에서도 쉿하는 소리를 낼 수 있다. 가비알은 이러한 성적 이형성이 보이는 유일한 살아있는 악어이다. 성숙한 수컷 가비알은 암컷보다 두개골이 더 크며, 기저 길이는 715mm, 너비는 287mm를 초과한다.
암컷 가비알은 몸길이 2.6m에서 성적으로 성숙하며 최대 4.5m까지 자란다. 수컷은 몸길이가 최소 3m에서 성숙하고 최대 6m까지 자란다. 성체 수컷은 평균 무게가 약 160kg이지만 최대 600kg까지 자랄 수 있다. 가비알은 현존하는 악어 중 가장 큰 악어 중 하나로, 가장 무거운 수컷은 977kg이다. 1920년 8월, 파이자바드의 가가라강에서 6.55m 길이의 가비알이 죽은 것으로 추정되지만 신뢰할 수 있는 측정은 이루어지지 않았다. 20세기 초 인도 강에서 길이가 7.16~9.14m인 수컷 가비알이 목격되었다. 전체적으로 가비알은 비슷한 길이의 다른 악어에 비해 질량이 적으며, 4.9m 길이의 가비알은 약 560kg, 4.8m 길이의 나일악어는 680kg이다.

## 분포 및 서식지
가비알은 한때 파키스탄의 인더스강, 인도의 갠지스강, 북동인도의 브라마푸트라강, 미얀마의 에야와디강까지 인도 아대륙 북부의 모든 주요 강 시스템에서 번성했다. 20세기 초에는 인더스강과 그 펀자브주 지류에서 흔히 볼 수 있는 것으로 여겨졌다. 1980년대 초반까지 인더스강에서는 거의 멸종위기에 처했다. 2008년과 2009년의 조사에서 이 강에는 가비알이 발견되지 않았다. 인도의 고다바리강에서도 발견되었지만 1940년대 후반에서 1960년대 사이에 사냥되어 멸종되었다. 1970년부터 코시강에서는 멸종된 것으로 간주되었다. 1940년대에는 당시 황금마시르를 포함한 큰 물고기를 보유하고 있던 아삼주의 바라크강에서도 다수 발견되었다. 1988년까지 아삼주, 미조람주, 마니푸르주의 바라크강 지류에서도 몇몇 개체가 목격되었지만 조사는 이루어지지 않았다. 1927년, 에야와디강의 지류인 미얀마의 슈웰리강에서 가비알 한 마리가 총에 맞았다. 이는 20세기까지 가비알의 생존을 증명하는 유일한 인증 기록이다. 가비알이 오늘날에도 슈웰리강에 살고 있는지 여부는 여전히 불분명하다.
1976년까지 전 세계 분포 범위는 역사적 분포 범위의 2% 수준으로 감소했으며, 200마리 미만의 가비알만이 생존할 것으로 추정되었다. 파키스탄, 부탄, 미얀마에서 현지적으로 멸종되었다. 1980년대 초반부터 인도와 네팔의 야생 서식지로 방출된 포획된 가비알로 개체 수가 보강되었다. 2017년 전 세계 개체 수는 최대 900명으로 추정되었으며, 이 중 1,100km의 강가에 위치한 6개 주요 하위 개체군에 속한 약 600마리의 성숙한 성체와 1,200km의 강가에 위치한 8개의 소규모 하위 개체군에 속한 50명의 성숙한 성체가 포함되었다.
1979년부터 1993년까지 카지랑가 국립공원과 디브루-사이코와 국립공원 사이의 브라마푸트라강 상류에서 20마리 미만의 개체가 목격되었다. 상업적 어업, 밀렵, 지역 주민들의 가비알 번식지 침입, 산림전용 이후 강바닥의 퇴적으로 인해 개체 수가 감소했다. 1998년에는 이 가비알이 생존 가능한 것으로 간주되지 않았다. 2004년부터 2007년까지 아삼주의 브라마푸트라강의 작은 호수와 지류에서 약 30마리의 가비알이 관찰되었다.
방글라데시에서는 2000년부터 2015년까지 파드마강, 자무나강, 마하난다강, 브라마푸트라강에서 가비알이 기록되었다.

## 행동생태학
가비알은 가장 철저하게 수중에 서식하는 악어이다. 가비알은 강둑에서 목욕을 하기 위해서만 물을 떠난다. 냉혈동물로 더운 시간대에는 더위를 식히고 주변 온도가 시원할 때는 몸을 따뜻하게 하려고 한다. 가비알은 추운 계절, 특히 아침에 매일 목욕하며 모래와 습한 해변을 선호한다. 이들은 일교차가 커지면서 목욕 패턴을 바꾸고, 아침 일찍 목욕을 시작하여 더울 때 다시 강으로 이동한 후 오후 늦게 해변으로 돌아간다. 성체 수컷, 여러 암컷과 아성체로 구성된 그룹이 함께 목욕하는 것이 관찰되었다. 성체 수컷은 그룹을 지배하며 미성숙한 수컷을 견딘다. 12월과 1월에 젊은, 아성체, 성체 가리알로 구성된 대규모 그룹이 형성되어 목욕을 한다. 성체 수컷과 암컷은 2월 중순까지 짝짓기를 한다.
가비알은 일부 서식지에서 늪악어와 강가 서식지를 공유한다. 그들은 같은 둥지를 사용하지만, 서식지 선택에 차이가 있다. 가비알은 얕은 모래 해변에서 물과 가까이 지내며 물 근처의 모래 토양에서만 알을 낳는다. 또한, 늪악어는 모래 해변에서도 서식하지만, 가비알과 달리 가파른 제방과 바위를 오르고 해변에서 더 멀리 이동하여 서식지와 둥지를 만든다. 또한 물고기를 먹지만, 뱀, 거북이, 새, 포유류, 죽은 동물 등 가비알보다 더 넓은 먹이 기반을 가지고 있다.

### 먹이 생태학
가비알은 날카로운 맞물림 이빨과 길고 좁은 주둥이 때문에 물속에서 거의 저항을 받지 않기 때문에 물속에서 물고기를 사냥하는 데 잘 적응되어 있다. 먹이를 씹지 않고 통째로 삼킨다. 어린 가비알은 물고기를 굴로 이동시키기 위해 머리를 뒤로 절뚝거리며 먼저 머리를 밀어 넣는 것이 관찰되었다. 어린 가비알은 곤충, 올챙이, 작은 물고기, 개구리를 먹는다. 성체는 작은 갑각류도 먹는다. 인도자라의 유해도 가비알 위에서 발견되었다. 가비알은 큰 물고기를 찢고 소화를 돕거나 부력을 조절하기 위해 위석으로 돌을 집어 삼켰을 가능성이 높다. 일부 가비알 위에는 보석도 들어 있었다. 1910년 샤르다강에서 총에 맞은 가비알의 위에서 약 4.5kg의 돌이 발견되었다.

### 번식
암컷은 몸길이 약 2.6m에서 성숙한다. 포획된 암컷은 몸길이 3m에서 번식한다. 수컷 가비알은 15~18세에 성숙하며, 몸길이 약 4m에 도달하고 가라가 발달하면 성숙해진다. 가라는 성적 성숙을 나타내는 데 사용되며, 물속에서 거품을 낼 때 소리 공명기로 사용되거나 다른 성적 행동을 나타내는 데 사용되는 것으로 보인다.
구애와 짝짓기는 추운 계절이 끝나는 2월 중순부터 시작된다. 건기에는 참발강에서 관찰되는 번식 암컷이 80~120km를 이동하며 암컷 번식 그룹과 함께 둥지를 팠다. 이들은 물에서 2.5~14.5m 떨어진 곳과 1~3.5m의 수위 이상에 위치한 강변 모래나 모래톱에서 둥지를 찾는다. 둥지의 깊이는 20~55cm, 지름은 약 50~60cm이다. 3월 말부터 4월 초 사이에 20~95개의 알을 낳는다. 카타르니아가트 야생동물 보호구역에서는 97개의 알을 낳는 기록적인 기록적인 알무더기가 발견되었다. 이 알은 모든 악어 중 가장 크며 평균 무게는 160g이다. 각 알의 길이는 85~90mm, 너비는 65~70mm이다. 71~93일의 잠복기를 거친 후, 어린 가비알은 계절풍이 시작되기 직전인 7월에 부화한다. 이들의 성별은 대부분의 파충류와 마찬가지로 온도에 따라 결정될 가능성이 높다. 암컷은 부화하는 울음소리에 반응하여 부화하지만, 물에 도달하는 데 도움을 주지 않다. 계절풍 홍수가 발생하고 계절풍이 끝난 후 돌아올 때까지 둥지에 머무른다.
1980년대에 관찰된 포획된 수컷 가비알은 둥지를 지키는 데 참여하지 않았다. 포획된 수컷 가비알은 부화에 관심을 보이는 것으로 관찰되었으며, 암컷은 부화한 개체를 등에 업고 다니도록 허용했다. 참발강에서는 암컷이 둥지 근처에 머물며 해안선이 침수될 때까지 어린 가비알을 지키는 것이 관찰되었다. VHF 원격 측정법 결과, 어린 수컷 가비알은 2년 동안 공동 둥지에서 둥지를 지키는 지배적인 수컷임이 밝혀졌다.

### 성장

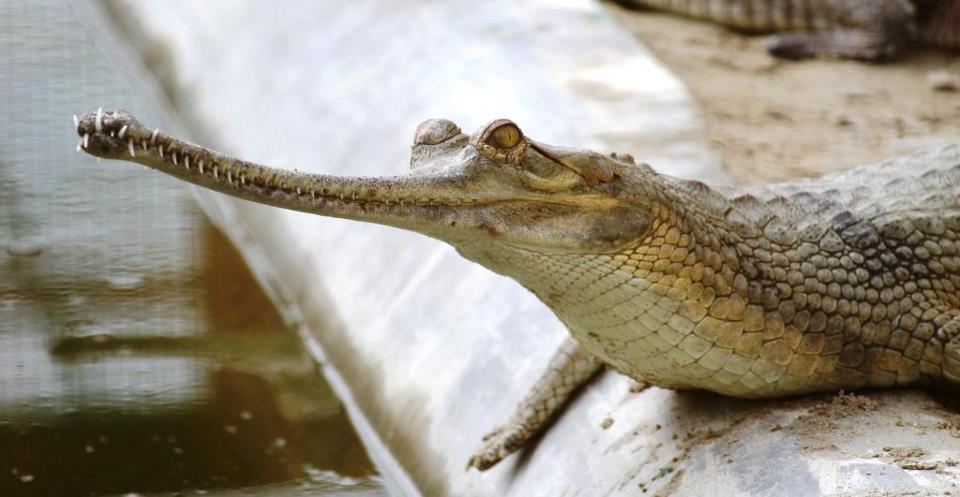
쿠크레일 보호림의 번식 센터에 있는 어린 가비알

부화한 개체의 몸길이는 34~39.2cm, 몸무게는 82~130g이다. 2년 후에는 80~116cm, 3년 후에는 130~158cm까지 자란다. 네팔의 가비알 보존 및 육종 센터에서 부화하여 키운 가비알은 2013년 4월 45개월이 되었을 때 140~167cm, 몸무게는 5.6~10.5kg으로 측정되었다. 개체당 월 최대 3.5kg의 물고기를 섭취했다. 75개월이 되면 몸무게가 5.9~19.5kg 증가하여 29~62cm까지 자라며 몸길이는 169~229cm에 달했다.
생후 첫해의 어린 가비알은 쓰러진 나무의 잔해로 둘러싸인 얕은 물에서 숨어서 먹이를 찾는 것이 바람직하다. 참발강 425km 구간을 따라 진행된 연구에 따르면 몸길이 120cm까지의 어린 가비알은 중강 물의 깊이가 1~3m인 곳을 선호하는 것으로 나타났다. 몸 크기가 커질수록 물이 더 깊은 곳으로 이동한다. 몸길이 180cm 이상의 아성체와 성체 가비알은 물이 4m 이상 깊은 곳을 선호한다.
어린 가비알은 대각선으로 반대쪽 다리를 동시에 밀면서 앞으로 나아간다. 어린 나이에 달리기도 하지만 응급 상황에서만 달릴 수 있다. 생후 8~9개월에 길이 약 75cm, 무게 약 1.5kg에 도달하면 뒷다리와 앞다리를 동시에 앞으로 밀고 나가는 성인 이동 패턴으로 바뀐다. 성체는 다른 악어처럼 반직립 자세로 육지를 걸을 수 있는 능력이 없다. 해변에서 목욕할 때는 물을 향하도록 몸을 돌리는 경우가 많다.

## 위협
1946년 5,000~10,000마리였던 가비알 개체 수는 2006년 250마리 미만으로 감소한 것으로 추정되며, 이는 3세대 이내에 96~98% 감소한 수치이다. 가비알은 어부들에 의해 죽임을 당하고, 가죽, 트로피, 토착 의약품을 사냥하며, 소비를 위해 수집된 알을 먹는다. 나머지 개체들은 여러 개의 분열된 하위 개체군을 형성하다. 사냥은 더 이상 중요한 위협으로 간주되지 않다. 그러나 야생 개체 수는 1997년 약 436마리의 성체 가비알에서 2006년에는 250마리 미만의 성숙한 개체로 감소했다. 이러한 감소의 한 가지 이유는 가비알 서식지에서 낚시를 위한 자망의 사용이 증가했기 때문이다. 또 다른 주요 원인은 댐, 보, 관개 수로 및 인공 제방이 건설되면서 강가 서식지가 상실되고, 퇴적 및 모래 채굴이 강 경로를 변경했으며, 강 근처의 땅은 가축의 농업과 방목에 사용되고 있다.
2007년 12월부터 2008년 3월까지 참발강에서 111마리의 죽은 가비알이 발견되었을 때, 처음에는 독성 물질이나 어망의 불법 사용으로 인해 죽은 것으로 의심되었다. 이후 조직 샘플에 대한 사후 병리학적 검사 결과 납과 카드뮴과 같은 중금속 수치가 높게 나타났으며, 이는 대부분의 부검에서 보고된 위궤양 및 원생동물 기생과 함께 사망 원인으로 추정되었다. 참발강에서 물을 펌핑하는 데 사용되는 물 펌프는 가비알 개체군에 부정적인 영향을 미치는 것으로 입증되었다.
카르날리강의 보호되지 않은 구간에서 발생하는 위협으로는 바위 채석, 모래 채굴, 무허가 어업 등이 있다.

## 보존
가비알은 CITES 부속서 I에 등재되어 있으며, 인도에서는 1972년 야생동물 보호법에 따라 보호되고 있다. 네팔에서는 1973년 국립공원 및 야생동물 보호법에 따라 완전히 보호되고 있다.

### 재도입 계획
1970년대 후반부터 가비알 보존 접근법은 재도입에 중점을 두었다. 인도와 네팔의 보호 지역에 있는 강에는 사육된 어린 가비알이 다시 채워졌다. 가비알 알은 2~3년 동안 부화하고 어린 가비알 키웠으며, 길이가 약 1m일 때 방출되었다.

### 사육
1999년 기준으로 가비알은 인도의 마드라스 크로커다일 뱅크 트러스트, 마이소르 동물원, 자이푸르 동물원, 쿠크레일 가비알 재활 센터에도 보관되어 있다.
유럽에서는 체코의 프라하 동물원과 프로티빈 악어 동물원, 독일의 베를린 동물원에서 가비알을 사육하고 있다. 프랑스의 악어 농장인 라페르모 크로커다일은 2000년 네팔의 가비알 번식 센터로부터 6마리의 어린 개체를 받았다.